# Mariana (Brasilien)
Mariana ist eine Stadt im brasilianischen Bundesstaat Minas Gerais und eine der ältesten Städte Brasiliens.

## Lage
Mariana liegt auf dem so genannten "Goldkreis", in der zentralen touristischen Gegend von Minas Gerais in der Nachbarschaft der bekannten Weltkulturerbestätte Ouro Preto. Ebenso wie diese ist auch das Erscheinungsbild Marianas stark vom brasilianischen Barock geprägt.
Anders als in Ouro Preto ist die Stadt mit ca. 50.000 Einwohnern beschaulicher und weniger touristisch.

## Geschichte
Mariana wurde 1696 (nach anderen Quellen 1703) als älteste Stadt und erste Hauptstadt von Minas Gerais am Ufer des Flusses Ribeirão do Carmo gegründet. 1712 später wurde die Ortschaft zum Dorf Vila Real de Nossa Senhora, und 1745 zur Stadt Cidade Mariana erhoben. Sie erhielt ihren Namen Mariana nach Dona Maria Ana D’Austria, wie Maria Anna von Österreich, die Frau des portugiesischen Königs Dom João V., in Brasilien bekannt ist.

## Geografie

Lage im Bundesstaat Minas Gerais

Mariana liegt 110 km von Belo Horizonte, der Hauptstadt von Minas Gerais, entfernt.
- Wichtige Stadtviertel:

Das Zentrum von Mariana besteht aus einigen dicht besiedelten Vierteln: Rosário, São Gonçalo, São Pedro, Santana, Centro comercial, Barro Preto und São Sebastião (auch bekannt als Colina). Außerdem existieren abgelegenere Viertel wie Jardim dos Inconfidentes, Vila Maquiné, Cruzeiro do Sul, São Cristóvão, Cabanas und Santa Rita de Cassia. Auch die Viertel Passagem de Mariana (5 km außerhalb der Stadt, bei der Mine Mina da Passagem), Monsenhor Horta, Cachoeira do Brumado, Furquim, Padre Viegas gehören zu Mariana.

## Wirtschaft
Mariana ist wirtschaftlich von großer Bedeutung für die Region. Die stärksten Wirtschaftszweige sind der Tourismus und der Bergbau.
Die Stadt, die wie Ouro Preto vom Goldrausch in Brasilien profitierte, ist eine der Städte des "eisernen Vierecks", in dem traditionell große Mengen Eisenerz abgebaut werden.
Der Dammbruch bei einer Eisenerzmine im Distrikt von Mariana am 5. November 2015 führte zu einer Umweltkatastrophe. Dabei gelangte toxischer Schlamm in den Rio Doce und bis in den Atlantischen Ozean.

## Sehenswürdigkeiten

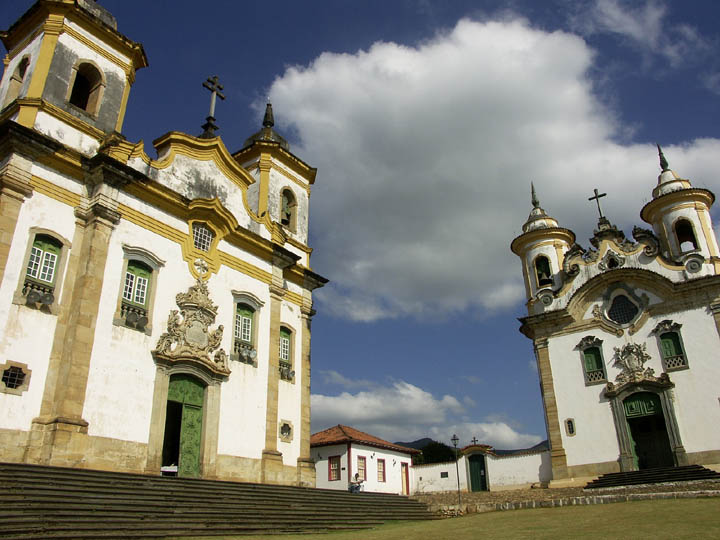
Igreja São Francisco de Assis und Igreja Nossa Senhora do Carmo

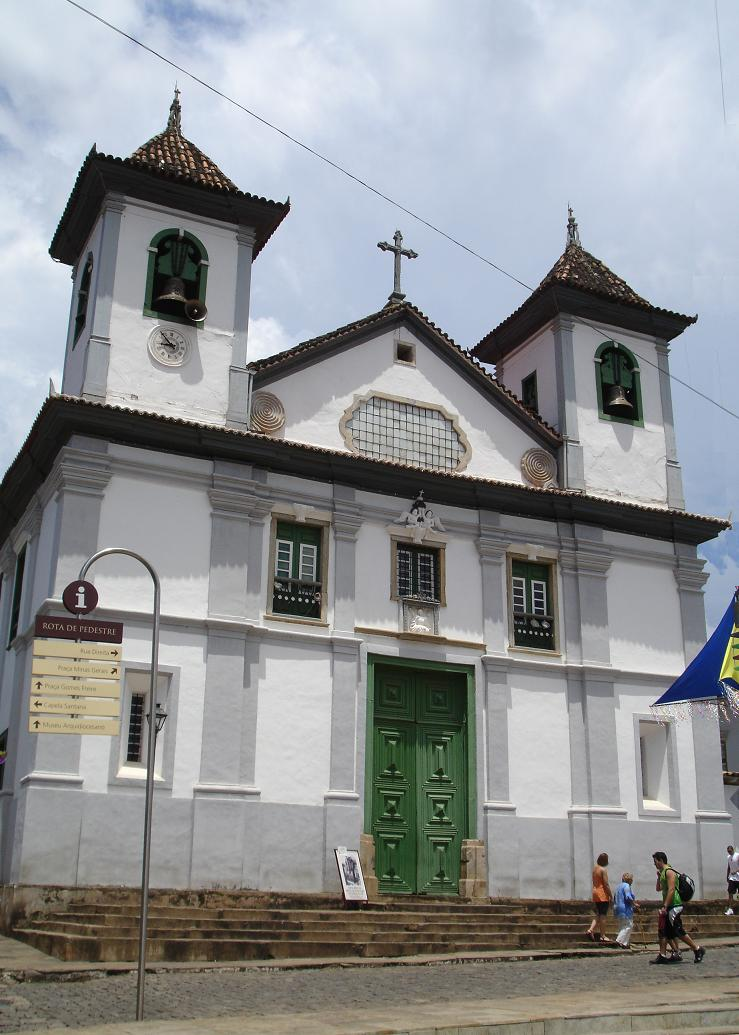
Catedral Basílica de Nossa Senhora de Assunção

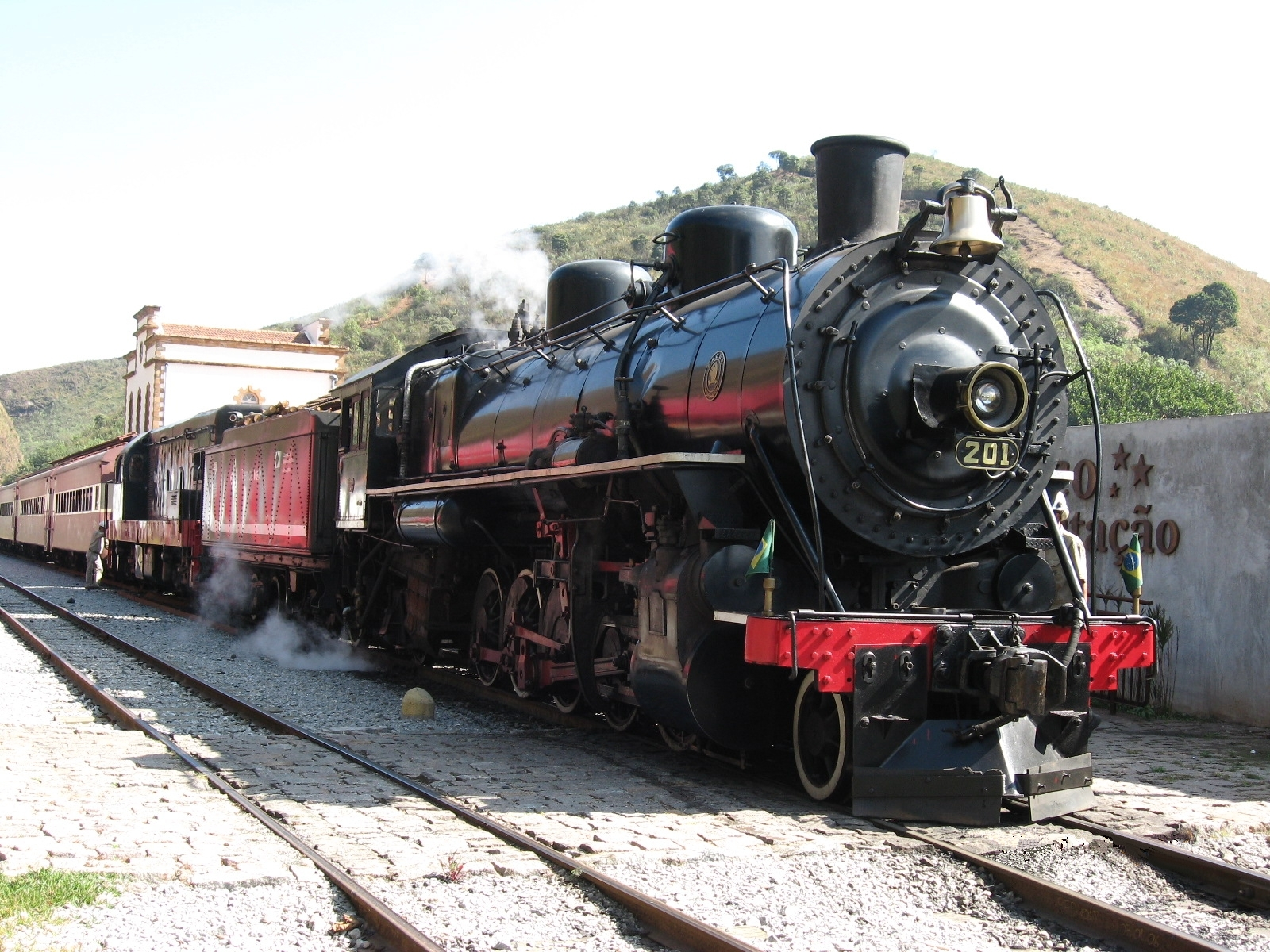
Historischer Dampfzug zwischen Mariana und Ouro Preto

Die wichtigsten Sehenswürdigkeiten der Stadt sind:
- Praça de Minas Gerais, wo sich drei herausragende Baudenkmäler der Stadt befinden: das alte Rathaus mit Gefängnis, die Kirche des hl. Franz von Assisi (Igreja São Francisco de Assis) und die Kirche unserer lieben Frau von Karmel (Igreja Nossa Senhora do Carmo).
- Die Catedral da Sé, die wichtigste und eine der größten Kirchen der Stadt. Sie befindet sich an der Praça da Sé, dem Hauptplatz der Stadt und selbst auch eine touristische Sehenswürdigkeit.
- In der Kathedrale befindet sich eine 2002 restaurierte Orgel von Arp Schnitger, die 1701 in Deutschland gefertigt wurde und zunächst in Lissabon durch Schnitgers Mitarbeiter Heinrich Hulenkampf aufgestellt wurde. 1752 wurde sie nach Mariana überführt. 14 der 18 Register sind noch ganz oder teilweise erhalten. Derzeit (November 2008) finden zweimal pro Woche (freitags und sonntags) Orgelkonzerte statt.
- Erzbischöfliches Museum für Sakralkunst – eines der reichsten Archive von Sakralkunst in ganz Brasilien.
- Musikmuseum von Mariana im Centro cultural Dom Frei Manoel da Cruz (der alte Bischofspalast). Einziges Museum seiner Art auf dem amerikanischen Kontinent, in seinem Archiv befinden sich Dokumente und Partituren aus den vergangenen drei Jahrhunderten, außerdem eine permanente Ausstellung, in der der Besucher nicht nur sieht, sondern auch die Musik fühlt.
- Gebäude der Kurie – Erzbistum von Mariana.
- Die Rua Direita, in der sich die ältesten Häuser der Stadt befinden
- Die Kirche São Francisco de Assis, die von Aleijadinho geschaffen wurde
- Die Kirche unserer lieben Frau vom Rosenkranz (Igreja de Nossa Senhora do Rosário).
- Die Kirche des hl. Anton (Igreja de Santo Antônio), welche die älteste Kirche der Stadt ist.
- Die Kirche des hl. Peter von den Geistlichen (Igreja de São Pedro dos Clérigos) mit ihrer außergewöhnlichen Architektur.
- Die Mine Mina da Passagem, die während des Goldrauschs Ende des 17. und Anfang des 18. Jahrhunderts von großer Wichtigkeit für die Wirtschaft der Stadt war.

Die Dampflok Maria Fumaça ("Maria Rauch") fährt mit ihrem Zug durch das Tal zwischen Mariana und Ouro Preto. Obwohl der Zug für die gerade einmal 12 km fast eine Stunde braucht, ist er sehr beliebt bei Touristen aus aller Welt. Während der Fahrt mit dem Zug, der erst im April 2006 seinen Betrieb wieder aufgenommen hat, bekommt der Fahrgast eine eindrucksvolle Landschaft zu Gesicht. Der alte Bahnhof von Mariana wurde komplett renoviert, so dass er heute auch eine Touristenattraktion ist. Außerdem ist die Stadtbibliothek in ihm untergebracht.
In der Umgebung der Stadt gibt es einige Wasserfälle wie z. B. die Cachoeira do Brumado oder die Cachoeira da Serrinha.

## Söhne und Töchter der Stadt
- João Baptista Vieira Godinho (1742–1811), portugiesischer Militär und Kolonialverwalter
- Aloísio Hilário de Pinho (1934–2021), römisch-katholischer Ordensgeistlicher, Bischof von Jataí